# Redeyef 54
Pour plus de détails, voir Fiche technique et Distribution.
Redeyef 54 (arabe : الرديف 54) est un film tunisien réalisé en 1997 par Ali Labidi. Il s'inspire du roman Une journée de Zomra publié en 1968 par Mohamed Salah Jebri.

## Synopsis
À Tunis, durant l'hiver 1954, les événements qui se succèdent réunissent deux intellectuels âgés de 30 ans : Brahim et François. Ils arrivent de France et se retrouvent dans le même train qui va les conduire aux usines de phosphates dans le sud de la Tunisie. Ils ne savent pas que le sort va les unir, poussés qu'ils sont par l'idéal.
Brahim est un avocat engagé dans le mouvement national qui est chargé de retrouver son frère, chef des maquisards pour le convaincre de déposer les armes, condition nécessaire aux négociations avec les Français. François est un ethnologue convaincu par la politique de Pierre Mendès France qui est de changer de méthode et de préparer la voie à la paix. C'est à Redeyef, un petit village minier au sud-ouest de la Tunisie, que tout se passe.  

## Fiche technique
- Production : Société Ibn Khaldoun pour la production audio-visuelle
- Pays d'origine :  Tunisie
- Langue : arabe
- Format : couleur (35 mm)
- Genre : drame

## Distribution
- Hassen Khalsi
- Abdelwahab Jmili
- Amel Safta
- Patrice Samason